# Brad Shaw
Bradley William „Brad“ Shaw (* 28. April 1964 in Cambridge, Ontario) ist ein ehemaliger kanadischer Eishockeyspieler und derzeitiger -trainer. Der Verteidiger bestritt in seiner aktiven Karriere unter anderem 400 Spiele für die Hartford Whalers, Ottawa Senators, Washington Capitals und St. Louis Blues in der National Hockey League, war allerdings größtenteils in Minor Leagues aktiv. Anschließend fungierte er in der NHL kurzzeitig als Cheftrainer der New York Islanders und der Philadelphia Flyers.

## Karriere

### Als Spieler
Brad Shaw spielte in seiner Jugend für die Ottawa 67’s in der Ontario Hockey League (OHL), wo er bereits in seiner ersten Saison 1981/82 mit 72 Scorerpunkten aus 68 Spielen einen Punkteschnitt von über 1,0 pro Spiel erreichte, sodass er von den Detroit Red Wings im NHL Entry Draft 1982 an 86. Position ausgewählt wurde. In der Folge lief der Verteidiger noch zwei weitere Jahre in Ottawa auf, wobei er mit dem Team 1984 sowohl den J. Ross Robertson Cup als auch den prestigeträchtigen Memorial Cup gewann, während er persönlich mit der Max Kaminsky Trophy als bester Abwehrspieler der OHL geehrt und ins First All-Star Team der Liga berufen wurde. Darüber hinaus vertrat er in dieser Zeit die kanadische U20-Nationalmannschaft bei den Junioren-Weltmeisterschaften 1983 und 1984, wobei das Team Canada mit ihm eine Bronzemedaille gewann und einen vierten Platz erreichte.
Zur Saison 1984/85 wechselte Shaw in den Profibereich, nachdem Detroit die Rechte an ihm bereits im Mai 1984 an die Hartford Whalers abgegeben und dafür ein Achtrunden-Wahlrecht im NHL Entry Draft 1984 erhalten hatte. In der Folge lief er fortan hauptsächlich für deren Farmteam, die Binghamton Whalers, in der American Hockey League (AHL) auf und verbrachte zudem knapp eine halbe Saison bei den Salt Lake Golden Eagles in der International Hockey League (IHL). Sein Debüt für Hartford in der National Hockey League (NHL) gab der Abwehrspieler im Februar 1986, konnte sich in deren Aufgebot im Laufe der nächsten Jahre allerdings vorerst nicht etablieren. In dieser Zeit wurde er in der AHL zweimal ins First All-Star Team berufen und 1987 mit dem Eddie Shore Award als bester Verteidiger der Liga ausgezeichnet, bevor er den Großteil der Spielzeit 1989/90 bei der AS Varese Hockey in der Serie A1 verbrachte und mit dem Team die italienische Meisterschaft gewann. Ferner absolvierte der Kanadier während seiner Zeit in Europa einige Spiele für die A-Nationalmannschaft seines Heimatlandes.
Nach seiner Rückkehr nach Nordamerika erspielte sich Shaw einen Stammplatz in Hartford und wurde am Ende seiner ersten kompletten NHL-Saison ins NHL All-Rookie Team berufen. Nach insgesamt acht Jahren in der Organisation der Whalers wählten ihn die Ottawa Senators im NHL Expansion Draft 1992 an fünfter Position aus. Offiziell gehörte er zu diesem Zeitpunkt den New Jersey Devils an, die ihn wenige Tage vor dem Draft für eine finanzielle Gegenleistung verpflichtet hatten. Während seiner ersten Spielzeit in Ottawa kam der Verteidiger mit 41 Punkten auf seine beste Offensivstatistik seiner NHL-Karriere, während er im Jahr darauf gemeinsam mit Mark Lamb und Gord Dineen das Kapitänsamt der Senators übernahm. Im Februar 1995 jedoch gab ihn Ottawa leihweise an die Atlanta Knights in die IHL ab, wo er in der Folge von 1995 bis 1999 für die Detroit Vipers auflief und mit dem Team 1997 die Playoffs um den Turner Cup gewann, während er ins IHL First All-Star Team berufen wurde.
In seiner letzten Spielzeit gelangte der Kanadier im März 1999 über den Waiver zu den Washington Capitals, die ihn nur wenige Tage später samt einem Achtrunden-Wahlrecht im NHL Entry Draft 1999 zu den St. Louis Blues transferierten, die im Gegenzug ihr Sechstrunden-Wahlrecht im gleichen Draft nach Washington schickten. Nach der Saison 1998/99 beendete Shaw seine aktive Karriere, in der er insgesamt 400 NHL-Partien bestritten und dabei 171 Punkte erzielt hatte; hinzu kamen 267 AHL- sowie 390 IHL-Spiele.

### Als Trainer
Bereits während seiner aktiven Zeit bei den Detroit Vipers war Shaw parallel als Assistenztrainer tätig und übernahm diese Funktion nach dem Ende seiner Spielerlaufbahn bei den Tampa Bay Lightning, bevor er zur Saison 2000/01 als Cheftrainer zu den Vipers zurückkehrte. Die IHL stellte den Spielbetrieb allerdings im Folgejahr ein, sodass er in die AHL wechselte und dort die Springfield Falcons als Assistenz- sowie anschließend drei Jahre die Cincinnati Mighty Ducks als Cheftrainer betreute. 2005 kehrte er in die NHL zurück, als ihn die New York Islanders als Assistenten von Steve Stirling anstellten. Dieser wurde im Januar 2006 entlassen, sodass Shaw die Mannschaft interimsweise bis zum Ende der Spielzeit trainierte.
Anschließend kehrte Shaw zu den St. Louis Blues zurück, bei denen er in der Folge zehn Jahre lang und unter vier Cheftrainern als Assistent tätig war. Nach der Saison 2015/16 entschloss er sich, die Organisation zu verlassen, und wurde wenig später im Juni 2016 als neuer Assistenztrainer von John Tortorella bei den Columbus Blue Jackets vorgestellt. In Columbus ist er seither vorrangig für die Defensive zuständig. Zudem fungierte er als Assistenztrainer von Ralph Krueger beim Team Europa, das beim World Cup of Hockey 2016 den zweiten Platz belegte.
Nach fünf Jahren in Columbus wechselte er zur Saison 2021/22 in gleicher Funktion zu den Vancouver Canucks, ebenso wie zur Saison 2022/23 zu den Philadelphia Flyers. Dort war er bis Ende März 2025 in dieser Funktion tätig, ehe er den entlassenen John Tortorella interimsweise beerbte. Nach Ende der Saison 2024/25 wurde Rick Tocchet als fester Nachfolger von Tortorella installiert, während Shaw sich wenig später als Assistenztrainer den New Jersey Devils anschloss.

## Erfolge und Auszeichnungen
| - 1984 J.-Ross-Robertson-Cup-Gewinn mit den Ottawa 67’s - 1984 Max Kaminsky Trophy - 1984 OHL First All-Star Team - 1984 Memorial-Cup-Gewinn mit den Ottawa 67’s - 1987 Eddie Shore Award - 1987 AHL First All-Star Team | - 1988 AHL First All-Star Team - 1989 Italienischer Meister mit der AS Varese Hockey - 1990 NHL All-Rookie Team - 1997 Turner-Cup-Gewinn mit den Detroit Vipers - 1997 IHL First All-Star Team |

### International
- 1983 Bronzemedaille bei der Junioren-Weltmeisterschaft

## Karrierestatistik

### International
Vertrat Kanada bei:
- Junioren-Weltmeisterschaft 1983
- Junioren-Weltmeisterschaft 1984

(Legende zur Spielerstatistik: Sp oder GP = absolvierte Spiele; T oder G = erzielte Tore; V oder A = erzielte Assists; Pkt oder Pts = erzielte Scorerpunkte; SM oder PIM = erhaltene Strafminuten; +/− = Plus/Minus-Bilanz; PP = erzielte Überzahltore; SH = erzielte Unterzahltore; GW = erzielte Siegtore; 1 Play-downs/Relegation; Kursiv: Statistik nicht vollständig)

### NHL-Trainerstatistik
(Legende zur Trainerstatistik: Sp oder GC = Spiele insgesamt; W oder S = erzielte Siege; L oder N = erzielte Niederlagen; T oder U = erzielte Unentschieden; OTL oder OTN = erzielte Niederlagen nach Overtime oder Shootout; Pts oder Pkt = erzielte Punkte; Pts% oder Pkt% = Punktquote; Win% = Siegquote; Resultat = erreichte Runde in den Play-offs)